# الدین پرتر
الدین پرتر (انگلیسی: Adina Porter؛ زادهٔ ۱۳ مارس ۱۹۷۱) یک هنرپیشه، و بازیگر سینما اهل ایالات متحده آمریکا است. وی از سال ۱۹۹۲ میلادی تاکنون مشغول فعالیت بوده‌است.
او در فیلم آخرین حرف بازی کرده‌است.